# ジェット・ブラザース
ザ・ジェット・ブラザースとは、1960年代に活躍したグループ・サウンズ。ジェット・ブラザース自体はデュオのコーラスグループである。演奏は、同じ香川県出身のザ･ファイターズが務めた（公式では、ファイターズは香川県出身とあるが、京都府出身の説もある）。JASRACでは、ザ・ジェット・ブラザーズで登録されている。

## メンバー
- ザ・ジェット・ブラザース
  - 瀬尾幸男（ボーカル）
  - 富永ジロー（ボーカル）
- ザ・ファイターズ
  - 弓おさむ（ギター）
  - 小山ワタル（キーボード）
  - 峰貴之（ドラムス）
  - 田代かおる（ベース）

## 歴史
ザ・ファイターズの前身は、ザ･サンダース（ザ・タイガースに加入する前の沢田研二も一時期在籍していた）。そして、関西ではジャズ喫茶の実力派バンドであった。デビュー後は基本的に、ジェット・ブラザースとファイターズで一つのバンドという形で活動していた。
デビューシングルは「愛の祈り」（作詞 橋本淳、作曲 鈴木邦彦。エキスプレスより、1968年リリース）。少女漫画風と称されることが多い。どちらかといえばザ・ゴールデン・カップスの「長い髪の少女」の流れを汲んだ、シンフォニック・ロック（ムーディー・ブルースの「サテンの夜」などを参照のこと）。
B面の「君はどこへ」（作詞 瓜生信也、作曲 弓おさむ）は、近年のガレージロック人気により、世界中のガレージ・ロック・ファンに広く知られている。また、ザ・キューピッツの「夜霧のわかれ道」（演奏はブルージーンズ）に一部酷似していることでも有名。
この他にもザ・ゴールデン・カップスやザ・フォーク・クルセダーズ、ザ・ワイルド・ワンズなどと共に「ヒット・アンド・ヒット'68」（未CD化）というコンピレーションアルバムに1曲参加（曲目は「マサチューセッツ」。オリジナルはビージーズ）。
このシングル1枚を発表したのみでそのまま解散。
当時、ザ・サンダーズ（The Sanders）というバンドのアナログレコードも存在したが、ザ･ファイターズとは別のバンド。また時を同じくして、メジャーデビューを果たしていないが、愛知工業大学生によるサンダース（The Thunders）も存在しており、今も尚、サンダースの名前は受け継がれ活動している。
2001年、弓おさむの娘であるmycoがChangin' My Lifeとしてデビューしている。